# Era (tijdperk)
Een era of hoofdtijdperk is een onderdeel van de geologische tijdschaal. Era's zijn zeer lange tijdperken; ze vormen grote delen van de geologische geschiedenis. Een era is onderverdeeld in periodes, en is een onderverdeling van een nog langer soort tijdperk, dat eon wordt genoemd. De lengte van era's kan variëren van 400 Ma voor het Paleoarcheïcum tot 65,5 Ma voor het Cenozoïcum.
De laatste 543 miljoen jaar van de Aardse geschiedenis wordt op grond van fossielen van dieren in drie era's ingedeeld:
- Cenozoïcum ("het tijdperk van het nieuwe leven")
- Mesozoïcum ("het tijdperk van het midden-leven")
- Paleozoïcum ("het tijdperk van het oude leven")

Deze driedeling werd voor het eerst beschreven door de Britse geoloog John Phillips in 1841, en is sindsdien de kern van de geologische tijdschaal gebleven. Samen vormen de drie era's het eon Fanerozoïcum ("het tijdperk van het zichtbare leven"). Veel later zijn ook de oudere eonen uit de Aardse geschiedenis in era's ingedeeld, waarover echter veel minder bekend is dan over de jongere drie tijdperken. De geologische tijdschaal van 2012 bevat in totaal tien era's.
De gesteenten uit een era worden gezamenlijk wel een erathem genoemd. De erathems hebben dezelfde naam als de era waarin ze zijn gevormd. Alle gesteenten uit de era Paleozoïcum vormen samen bijvoorbeeld het erathem Paleozoïcum.